# Chotów (województwo wielkopolskie)
Chotów – wieś w Polsce położona w województwie wielkopolskim, w powiecie ostrowskim, w gminie Nowe Skalmierzyce, na Wysoczyźnie Kaliskiej, w Kaliskiem,  nad strugą Lipówka, przy granicy Kalisza–Sulisławic, ok. 5 km od Nowych Skalmierzyc.

## Położenie
Chotów położony jest przy wschodniej granicy powiatu ostrowskiego, graniczy z Kaliszem, ok. 18 km od Ostrowa Wielkopolskiego. Przez wieś przebiega droga wojewódzka 450 Kalisz–Ołobok–Grabów nad Prosną–Opatów.

## Przynależność administracyjna
| Okres     | Jednostka administracyjna | Jednostka administracyjna | Jednostka administracyjna |
| --------- | ------------------------- | ------------------------- | ------------------------- |
| 1975–1998 | województwo kaliskie      | województwo kaliskie      | gmina Nowe Skalmierzyce   |
| 1999–     | województwo wielkopolskie | powiat ostrowski          | gmina Nowe Skalmierzyce   |

- pod koniec XIX w. (1880) Chotów przynależał administracyjnie do powiatu odolanowskiego[4].

## Historia
Od XV wieku
Chotów (Chotowo, Kothowo i in.) pod Gostyczyną wzmiankowany w źródłach od 1403 jako własność rycerska. 
W XVI w. był częściowo w posiadaniu Sebastiana Borzysławskiego, Jakuba Śliwnickiego oraz Mikołaja Węgierskiego. 
XVII−XVIII wiek
W 1618 właścicielem Chotowa był Przecław Węgierski i Stanisław Rossowski. We wsi (1668) istniał dwór, należący do Zofii i Jadwigi Rossowskich – rozebrany w późniejszych latach ze względu na zły stan techniczny. 
Do schyłku XVIII w. właścicielami całej wsi byli Węgierscy herbu Wieniawa. 
XIX−XX wiek
Według danych z 1846 miejscowość położona nad granicą Królestwa Polskiego liczyła 13 domów i 119 mieszkańców, karczma Murowaniec 1 dom i 26 mieszkańców – wieś była we władaniu Stefana Lisieckiego. 
W 1 połowie XIX w. w Chotowie wybudowano nowy dwór w stylu klasycystycznym, otoczony parkiem z 2 poł. XVIII w. 
W 1895 urodził się tu Stanisław Bronikowski, a w 1914 zakonnik Ignacy Sztukowski.
W 1939 rozpoczęto prace ziemne pod budowę szosy Kalisz–Grabów, na odcinku Murowaniec–Chotów.
XXI wiek
W 2014 ukończono budowę świetlicy wiejskiej.

## Założenie dworskie
Pierwotny dwór został rozebrany po 1721 a w jego miejsce w połowie XIX w. powstało nowe klasycystyczne założenie dworskie do którego prowadziła aleja grabowa, zakończona owalnym trawnikiem, pod który podjeżdżały powozy. Budowę dworu przypisuje się Lisieckim herbu Drya, przebywającym w Chotowie do lat 70. XIX w. 
Dwór posiada czterokolumnowy portyk z frontonem w którego tympanonie znajduje się małe okno. W latach 20. XX w. posiadłość rozbudowano o piętrowe skrzydło zachodnie i parterowy aneks wschodni – wówczas właścicielami dworu była rodzina Niemojowskich herbu Wierusz ze Śliwnik. W 1935 przeszedł w posiadanie Witolda Cybulskiego, który na mocy reformy rolnej w 1944 został pozbawiony majątku.
W 1989 dwór wraz parkiem został wpisany do rejestru zabytków.
W 2004 rozpoczął się generalny remont dworu po przejęciu go przez nowego właściciela. Dwór wyremontowano z zachowaniem oryginalnych cech i sklepień piwnicznych. Obecnie mieści się w nim hotel wraz z restauracją „Dwór Stary Chotów”.

## Zabytki
Obiekty wpisane w rejestr zabytków województwa wielkopolskiego:
- zespół dworski:
  -  dwór (1 poł. XIX w., XX w.),
  -  park (2 poł. XVIII w.)[10].

Pozostałe:
- słup sakralny kapliczkowy (kopia); oryginał z 1849 dłuta Pawła Brylińskiego przeniesiono na teren kościoła w Gostyczynie[15].